# Indigofera guaranitica
Indigofera guaranitica är en ärtväxtart som beskrevs av Emil Hassler. Indigofera guaranitica ingår i släktet indigosläktet, och familjen ärtväxter. Inga underarter finns listade i Catalogue of Life.